# Running the Sahara
Pour plus de détails, voir Fiche technique et Distribution.
Running the Sahara est un film documentaire américain de 2007 réalisé par James Moll.

## Synopsis
Le film relate la tentative de Ray Zahab, Charlie Engle et Kevin Lin de traverser à pied l'intégralité du désert du Sahara, parcourant un total de 6920 kilomètres et atteignant la mer Rouge le 20 février 2007.

## Fiche technique
- Titre : Running the Sahara
- Réalisation : James Moll
- Producteur : Rick Eldridge, Marc Joubert, James Moll, Keith Quinn, Larry Tanz, Michael Rosen
- Pays : États-Unis
- Genre : documentaire
- Durée : 102 minutes
- Dates de sortie :
  - États-Unis : septembre 2007[2]
  - France : octobre 2008[2]

## Production
Les producteurs Marc Joubert, Keith Quinn, Larry Tanz et le réalisateur James Moll ont tourné sur place en Afrique, traversant six pays : Sénégal, Mauritanie, Mali, Niger, Libye, Égypte. Le site Prepare2go.com a soutenu l'équipe de tournage en assurant la logistique tout au long du projet.